# عيد الجمهورية (أرمينيا)
عيد الجمهورية في أرمينيا(بالأرمينية : Հանրապետության օր) هو يوم عطلة وطنية في أرمينيا بمناسبة الذكرى السنوية ل جمهورية أرمينيا الأولى في عام 1918. ويكون الحفل عادة بإطلاق الألعاب النارية، والحفلات الموسيقية، ومسيرات بالمشاعل، ويعتبر اليوم الوطني لأرمينيا.

## التاريخ

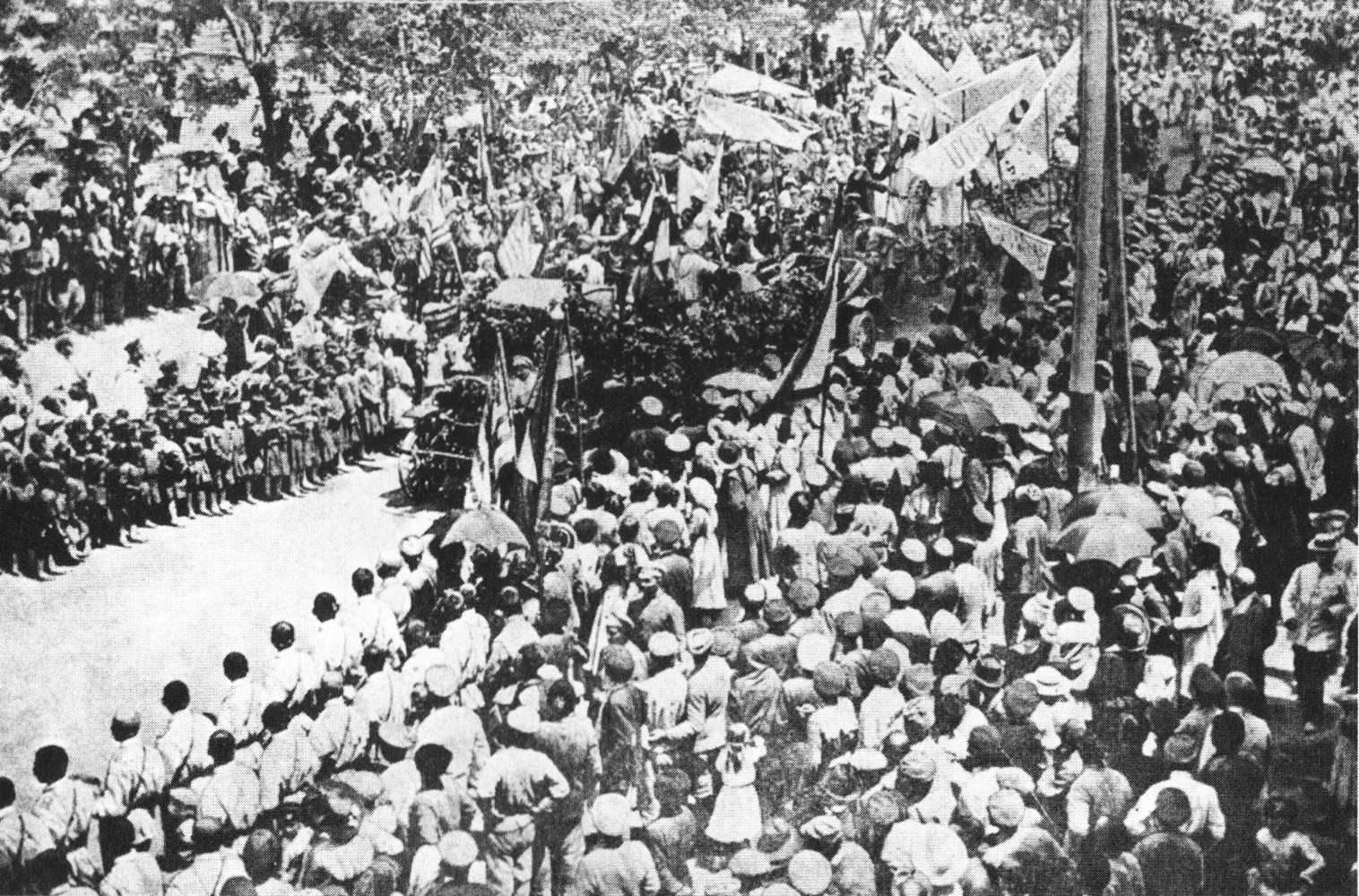
احتفالات يوم الجمهورية في عام 1919.

بعد وقت قصير من بداية الحرب العالمية الأولى، بدأت الإمبراطورية العثمانية الطرد القسري للأرمن من الإمبراطورية. أجبروا النساء والأطفال وكبار السن إلى ترك أرمينيا والذهاب إلى سورياوروسيا . 1 إلى 1.5 مليون شخص قتلوا في ما يعرف الآن باسم الإبادة الجماعية للأرمن . في أعقاب الإبادة الجماعية، أعلن المجلس الوطني الأرمني سيادته في 28 مايو 1918. أعلنت أرمينيا جمهورية مستقلة في 28 مايو 1918. شهدت الجمهورية على الفور جوعًا واسعًا، وتدفقًا كبيرًا من اللاجئين. كانت الجمهورية قصيرة الأجل، واعتبارًا من 2 ديسمبر 1920 ، دخل الجيش الأحمر إلى أرمينيا وأعلن أنه جمهورية سوفيتية. استعادت أرمينيا استقلالها باسم الجمهورية الحالية لأرمينيا في عام 1991. 

## الاحتفالات
احتفالات عيد الجمهورية تتم مع ذكرى معركة Sardarabad ، والتي دفعت الجيش العثماني الغازية من أرمينيا. كل عام يزور رئيس أرمينيا، ورئيس وزراء أرمينيا، النصب التذكاري لوضع اكليلا من الزهور على النصب التذكاري. كما تقام العديد من الفعاليات الثقافية والعسكرية في يوم الجمهورية.

### الذكرى السنوية ل100
احتفل عام 2018 بالذكرى المئوية لتأسيس الجمهورية الأرمنية الأولى. ستنفق أرمينيا 618 مليون (1.285 دولار أمريكي) على أحداث بمناسبة الذكرى السنوية.
حضر الاحتفال الرئيس أرمين سركسيان، ورئيس الوزراء نيكول باشينيان، ورئيس أرتساخ باكو ساهاكيان، وكاثوليكوس كل الأرمن كركين الثاني .
أقيمت مراسم عسكرية احتفالية في النصب التذكاري، الذي ضم مئات الجنود الذين يرتدون الزي العسكري من الزي العسكري الأرمني الأول، والجيش السوفياتي من الحرب العالمية الثانية ، وكذلك من قدامى المحاربين في حرب ناغورني كاراباخ .